# Jerônimo José Viveiros
Jerônimo José Viveiros (São Luís, 11 de agosto de 1784 — 13 de dezembro de 1857) foi um proprietário rural e político brasileiro, senador do Império do Brasil de 1853 a 1857.
Foi pai de Francisco Mariano de Viveiros Sobrinho, o Barão de São Bento.